# فهرست والیان طاهری در طبرستان
دودمان طاهریان از سوی خلفای عباسی قیومیت طبرستان را به عهده داشت. در این دوران اتفاقاتی همچون قیام سرخ‌جامگان و همچنین قیام علویان رخ داد که سرانجام منجر به استقلال دوباره طبرستان از عباسیان گشت و داعی کبیر نخستین حکومت شیعی در ایران را در این منطقه تأسیس نمود.

## فهرست افراد
| طاهریان                                     |                        |                                                      |
| حسن بن حسین                                 | ۳ سال و ۴ ماه و ۱۰ روز | وفات در ذی‌الحجه ۲۲۸ (قمری)                           |
| طاهر بن عبدالله بن طاهر                     | ۱ سال و ۳ ماه          | پس از آن فرمانده کل خراسان شد.                       |
| محمد بن عبدالله بن طاهر                     | ۷ سال                  | ۲۳۷ یا ۲۳۸ هجری حکومتش به پایان رسید و به بغداد رفت. |
| سلیمان بن عبدالله بن طاهر                   | ۳ سال                  | پایان حکومت در ۳۴۰ هجری                              |
| محمد بن موسی بن عبدالرحمن موسی بن عبدالحمید | ؟                      |                                                      |
| سلیمان بن عبدالله بن طاهر                   | ؟                      | در ۲۵۲ هجری عزلت گزید. وی از داعی کبیر شکست خورد.    |